# Уэлсли, Артур, 5-й герцог Веллингтон
Артур Чарльз Уэлсли, 5-й герцог Веллингтон (9 июня 1876 — 11 декабря 1941) — британский аристократ и политик, пэр Англии. Старший сын Артура Чарльза Уэлсли (1849—1934), 4-го герцога Веллингтона (1900—1934), и Кэтлин Уильямс-Балкели (ум. 1927). С 1900 по 1934 год носил титул маркиза Дуро.

## Биография
В 1890—1895 годах Артур Чарльз Уэлсли учился в Итонском колледже, затем поступил в Тринити-колледж в Кембридже.
Получил чин лейтенанта в Королевском Линкольнширском полку, а в январе 1900 года поступил в Гренадерский Гвардейский полк в чине второго лейтенанта. В составе гренадеров воевал в Англо-бурской войне в 1900 году, а позднее в Первой мировой войне.
18 июня 1934 года после смерти своего отца Артур Чарльз Уэлсли унаследовал титул герцога Веллингтона, князя Ватерлоо, герцога де Сьюдад-Родриго и герцога да Виториа. Он также был мировым судьей Хэмпшире.

## Семья и дети
23 марта 1909 года в Лондоне он женился на Лилиан Мод Глен Коатс (ум. 3 мая 1946), дочери Джорджа Коатса, 1-го барона Глентанара (1849—1918), и Маргарет Лотиан Блэк (ум. 1935). У них было двое детей:
- Леди Энн Уэлсли[англ.] (2 февраля 1910—1998), герцогиня де Сьюдад-Родриго (1943—1949), муж с 1933 года капитан Дэвид Реджинальд Рис (1907—1991), младший сын Уолтера Риса, 7-го барона Диневера
- капитан Джордж Генри Уэлсли, 6-й герцог Веллингтон (14 июля 1912 — 16 сентября 1943)

## Политические убеждения
Герцог Веллингтон был сторонником крайне правых политиков. Он был членом Англо-немецкого братства с 1935 года и служил в качестве президента Северной Лиги, которая описывалась инспектором Пэви (бывшим детективом Скотланд-Ярда, работавшего в совете депутатов британских евреев) как антисемитская. Когда британский офицер Арчибальд Рамсей создал в 1939 году «Правый клуб», герцог Веллингтон возглавил его первые заседания. Рамзей, описывая Правый клуб, хвастался, что «основной задачей было противодействовать и разоблачать деятельность организованного еврейства».